# 马尔西利亚
马尔西利亚（西班牙語：Marcilla）是西班牙纳瓦拉的一个市镇。总面积22平方公里，总人口2548人（2001年），人口密度116人/平方公里。